# Pancho Vladigerov
Pancho Haralanov Vladigerov (em búlgaro:  Панчо Хараланов Владигеров) (Zurique, Suíça; 13 de março de 1899 – Sófia, Bulgária; 8 de setembro de 1978) foi um compositor, pedagogo e pianista búlgaro. Pertenceu à segunda geração de compositores búlgaros. Foi membro fundador da Sociedade Búlgara de Música Contemporânea (1933), a qual se converteria na União de Compositores Búlgaros. Marcou o início de vários géneros da música búlgara. Estabeleceu a Escola Búlgara de Composição e Pedagogia, na qual teve entre os seus estudantes os melhores compositores búlgaros da geração seguinte, entre eles o pianista Alexis Weissenberg.

## Biografia
Vladigerov nasceu em 13 de março de 1899 em Zurique, na Suíça, e viveu em Shumen. A sua mãe, a Dra. Eliza Pasternak era uma judia russa, parente do escritor Boris Pasternak. O seu pai, o Dr. Haralan Vladigerov, foi advogado. Pancho Vladigerov, junto com o seu irmão gémeo Lyuben Vladigerov, aprendeu composição desde tenra idade, Pancho estudou piano, Lyuben violino. Em 1904, os dois irmmão participaram num concerto público no Centro Comunitário Arhangel Mihail, atualmente chamado Centro Comunitário Dobry Voynikov. No verão de 1910 a família muda-se para Sófia, onde Eliza Vladigerova se emprega como médica, e um ano depois para Viena, onde ela consultou o compositor austríaco Robert Fux em relação ao talento dos seus filhos, e este recomendou-lhe levá-los para estudar na Rússia, considerando o talento de Pancho e a sua origem eslava. Em Kiev a mãe falou com Vladimir Pohalski, músico, pianista, compositor e diretor da orquestra filarmónica e  do Conservatório de Kiev, que recomendou a Pancho estudar no Conservatório de Paris. Depois de Kiev, os Vladigerov estiveram um curto período em Tiraspol antes de regressar a Sófia, onde Eliza conseguiu uma bolsa para Pancho em Paris. Em finais de 1911, o violinista francês Anrie Marto viajou para Sófia e depois de escutar os jovens Lyuben e Pancho, persuadiu Eliza a que mandasse os rapazes para Berlim, prometendo-lhe apoio incondicional. Em junho de 1912, Pancho mudou-se para Berlim junto com a mãe e irmão, e matriculou-se na Staatliche Akademische Hochschule für Musik, onde estudou teoria musical e composição com o Professor Paul Juon e piano com Heinrich Barth. Em 1920 conclui a Akademie der Künste tendo estudado composição com Friedrich Gernsheim e Georg Schumann. Venceu duas vezes o Prémio Mendelssohn da Academia em 1918 e 1920. Trabalhou para Max Reinhardt no Deutsches Theater em Berlim como compositor e pianista entre 1920 e 1932. Regressou a Sófia, onde foi designado conferencista e depois, a partir de 1940, Professor de Piano, Música de Câmara e Composição da Academia Estatal de Música, a qual passaria a ter o seu nome após a morte do compositor.
Compôs música numa grande variedade de géneros: foi autor de uma ópera (Tsar Kaloyan, com libreto de Nikolai Liliev e Fani Popova-Mutafova), de ballet, música sinfónica, cinco concertos para piano, dois concertos para violino, música de câmara que inclui um quarteto de cordas, um trio (violino, violoncelo e piano), obras e peças para instrumento e piano, 13 transcrições das suas primeiras obras para dois pianos, cinquenta arranjos para voz, orquestea e piano de música popular, vinte canções para voz e piano, dez canções corais com piano e orquestra, música para teatro para o Deutsches Theater em Berlim, Teatro de Josefstadt em Viena, e Teatro Nacional de Sófia.
O mundo conheceria a obra de Pancho Vladigerov durante a década de 1920, quando as suas peças foram publicadas pela editora Universal Edition de Viena, e quando as suas obras foram gravadas e distribuídas pela empresa discográfica Deutsche Grammophon antes de a sua obra se interpretar em salas de concerto por toda a Europa e Estados Unidos. Como pianista e compositor, viajou pela maioria dos países europeus interpretando as suas próprias composições. Em 1969 foi-lhe atribuído o Prémio Herder. Morreu em 8 de setembro de 1978 em Sófia.
O concurso internacional para pianistas e violinistas que se realiza em Shumen instituída em 1986 leva o seu nome, em homenagem ao compositor. A sua casa em Sófia, localizada na rua Yakubitsa n.º 10, foi transformada em casa-museu de Sófia. A etiqueta discográfica búlgara Balkanton lançou uma edição de música sinfónica e cénica em quatro conjuntos de sete discos. Várias das suas obras, entre elas a Rapsódia Búlgara Vardar, são consideradas emblemáticas da música búlgara. O seu filho Alexander Vladigerov e os seus netos Pancho Vladigerov, Alexander Wladigeroff, e Konstantin Wladigeroff são também músicos reconhecidos.